# تيريزا كارلسون
تيريزا كارلسون (بالفنلندية: Therese Karlsson)‏ هي مغنية وممثلة فنلندية، ولدت في 25 يناير 1972.